# Mikkel Schiøler
Mikkel Schiøler est un coureur cycliste danois, né le 28 décembre 1989.

## Palmarès sur route
- 2006'
  - 2e du championnat du Danemark du contre-la-montre par équipes juniors
  - 2e du championnat du Danemark du contre-la-montre juniors
- 2007
  - 2e étape de la Course de la Paix juniors
  - 2e du championnat du Danemark sur route juniors

## Palmarès sur piste

### Championnats du Danemark
- Champion du Danemark de poursuite par équipes juniors en 2007 (avec Mikkel Lund, Niki Byrgesen et Patrick Henriksen)